# EliZe
Elise van der Horst (Utrecht, 22 juli 1982) is een Nederlandse zangeres en televisiepresentatrice, bekend onder de naam Elize.

## Biografie
Elize is geboren in Utrecht en opgegroeid in Bussum. Elizes moeder is van Indische afkomst.
Elize heeft van haar 8e tot haar 15e deel uitgemaakt van het koor van Kinderen voor Kinderen: ze zingt mee op de Kinderen voor Kinderen-albums 12 t/m 17. Na vier jaar kreeg ze voor het eerst een solo in het nummer Poster. Elize nam afscheid met haar bekendste Kinderen voor Kinderen-nummer Het tietenlied. Elize sloot zich hierna aan bij het musicalkoor Non Stop, dat echter na anderhalf jaar werd opgeheven. Hierna werd Elize door de VARA gevraagd om deel te nemen aan de Kinderen voor Kinderen Theatertour, wat ze ook deed. Bij de Amsterdamse culturele studentenorganisatie CREA deed Elize mee aan musicaluitvoeringen van Chicago en Les Miserables. Ondertussen kreeg ze ook nog zangles van Jorine Samson.
EliZe maakte haar grote doorbraak in 2004 met haar debuutsingle Shake. Daarna volgden de singles Automatic en I'm No Latino. Automatic, geproduceerd door Torsten Stenzel, bereikte zelfs de top 10. Ten tijde van haar vierde single Into Your System (top-10 in Bulgarije) maakte Elize de overstap van Spinnin' Records naar platenmaatschappij CMM. Ondertussen werd Elize op 12 december 2005 winnares van de Battle of the Babes 2005, een internetverkiezing tussen de mooiste vrouwelijke bekende Nederlanders georganiseerd door de website Mokkels.nl. Samen met Jim Bakkum zong Elize het duet We've Got Tonight, dat speciaal voor het album van Jim werd opgenomen.
Op 6 oktober 2006 kwam het debuutalbum van Elize uit, genaamd In Control. Dit album stond 5 weken in de album top 100, met een topnotering op nummer 66. Haar laatste single van dat album heeft het niet goed gedaan. De samenwerking met rapper Jay Colin op de single-versie van Itsy Bitsy Spider, de toevoeging van het niet eerder uitgebrachte nummer No Good To Me en een mega-airplay van de video op muziekzenders konden het floppen van Itsy Bitsy Spider niet voorkomen.
Elize was in 2008 ook te zien als presentatrice van het eerste seizoen van So You Think You Can Dance op RTL 5. Daarnaast heeft ze in 2007 een jaar lang de Kids Top 20 gepresenteerd voor ZAPP.
Voor haar tweede album More Than Meets The Eye (juni 2009) keerde Elize terug naar haar oude platenmaatschappij Spinnin' Records. Opnames vonden plaats in o.a. Londen en Amsterdam. Het album werd met weinig promotie op de markt gebracht en kende wederom geen succes voor Elize. De singles die van het album afkwamen (Lovesick, Hot Stuff en Can't You Feel It) werden bescheiden hitjes. Toch behaalde de zangeres met Lovesick nog de #1 positie in Bulgarije.
Eind 2009 werd een afwijking aan haar linker stemband geconstateerd, hieraan werd ze geopereerd. Voor de nodige stemrust verbleef Elize een groot deel van het jaar 2010 in Los Angeles. Ze besloot er te blijven en daar een bestaan op te bouwen. In 2012 bracht ze een eigen versie van het reggaenummer Pass the Dutchie (Treat me right) uit, het origineel was van de Britse groep Musical Youth.
In 2021 was Van der Horst te zien in de bioscoopfilm Liefde zonder grenzen. In 2022 was Van der Horst te zien als secret singer in het televisieprogramma Secret Duets. In 2024 zong ze samen met haar moeder in het televisieprogramma DNA Singers.

## Privéleven
Ze heeft relaties gehad met Paulus Roiha, DI-RECT-drummer Jamie Westland en tennisser Thiemo de Bakker.  Tevens werd bekend in een interview in augustus 2012 met FunX, dat ze al een jaar samenwoonde met haar Amerikaanse vriend. Rond 2016 verhuisde ze weer terug naar Nederland. In november 2018 raakte bekend dat ze intussen een relatie heeft met oud-voetballer Hedwiges Maduro.

## Discografie

### Albums
| Album met eventuele hitnotering(en) in de Nederlandse Album Top 100 | Datum van verschijnen | Datum van binnenkomst | Hoogste positie | Aantal weken | Opmerkingen |
| ------------------------------------------------------------------- | --------------------- | --------------------- | --------------- | ------------ | ----------- |
| In Control                                                          | 06-10-2006            | 14-10-2006            | 66              | 5            |             |
| More Than Meets The Eye                                             | 26-06-2009            | -                     |                 |              |             |

### Singles
| Single met eventuele hitnotering(en) in de Nederlandse Top 40 | Datum van verschijnen | Datum van binnenkomst | Hoogste positie | Aantal weken | Opmerkingen                                           |
| ------------------------------------------------------------- | --------------------- | --------------------- | --------------- | ------------ | ----------------------------------------------------- |
| Shake                                                         | 18-10-2004            | 13-11-2004            | 32              | 5            | Nr. 32 in de Single Top 100 / Dancesmash op Radio 538 |
| Automatic (I'm Talking To You)                                | 03-03-2005            | 12-03-2005            | 7               | 13           | Nr. 8 in de Single Top 100 / Dancesmash op Radio 538  |
| I'm No Latino                                                 | 22-08-2005            | 03-09-2005            | 14              | 6            | Nr. 11 in de Single Top 100                           |
| Into Your System                                              | 02-06-2006            | 17-06-2006            | 18              | 8            | Nr. 15 in de Single Top 100                           |
| Itsy Bitsy Spider                                             | 27-10-2006            | 28-10-2006            | tip5            | -            | met Jay Colin / Nr. 54 in de Single Top 100           |
| Lovesick                                                      | 12-05-2008            | 14-06-2008            | 31              | 3            | Nr. 15 in de Single Top 100                           |
| Hot Stuff                                                     | 15-09-2008            | 04-10-2008            | 27              | 4            | cover van Donna Summer / Nr. 11 in de Single Top 100  |
| Can't You Feel It?                                            | 16-02-2009            | 21-02-2009            | tip2            | -            | Nr. 65 in de Single Top 100                           |
| Pass the Dutchie (Treat Me Right)                             | 20-08-2012            | -                     | -               | -            |                                                       |
| Take Me Where the Beat Goes (met NOMA$)                       | 13-04-2017            | -                     | -               | -            |                                                       |
| Bad Girl                                                      | 12-04-2019            | -                     |                 | -            |                                                       |
| Always on My Mind                                             | 03-05-2019            | -                     | -               | -            |                                                       |

| Single met hitnotering(en) in de Vlaamse Ultratop 50 | Datum van verschijnen | Datum van binnenkomst | Hoogste positie | Aantal weken | Opmerkingen |
| ---------------------------------------------------- | --------------------- | --------------------- | --------------- | ------------ | ----------- |
| Shake                                                | 2004                  | 12-02-2005            | tip8            | -            |             |
| Automatic                                            | 2005                  | 30-04-2005            | 18              | 12           |             |
| I'm No Latino                                        | 2005                  | 01-10-2005            | 39              | 4            |             |